# 蒿子港镇
蒿子港镇，是中华人民共和国湖南省常德市鼎城区下辖的一个乡镇级行政单位。

## 行政区划
蒿子港镇下辖以下地区：
振兴街社区、建设街社区、劳动街社区、河口街社区、锦阳街社区、仁和村、长安村、咸庆村、庆丰村、福美村、金仁村、邱家村、复宁村、光复村、太岳村、德安村、民康村、幸福村和芦苇场村。